# María Restituta Kafka
María Restituta Helena Kafka (ou Kafková) nació el 1 de mayo de 1894 en Husovice, cerca de Brünn, (hoy Brno) en Moravia en la actual República Checa y murió el 30 de marzo de 1943 en Viena, Austria
En 1896, sus padres se instalan con sus otros 6 hijos en Viena, donde el padre trabajaba de zapatero. Fue vendedora, y en 1914, entra en la Congregación Hospitalaria de las Franciscanas de la Caridad Cristiana de Viena. Llegó a ser enfermera jefe de la sala de operaciones en el hospital de Mödling en 1919.
Después de la Anschluss en marzo de 1938, se opone al régimen nazi y rechaza la orden de quitar los crucifijos de su hospital.
Fue denunciada como opositora  y arrestada el miércoles de ceniza de 1942, bajo el pretexto de haber escrito poemas satíricos en contra de Adolf Hitler.
Fue decapitada el 30 de marzo de 1943 en la prisión de Viena.
El 21 de junio de 1998 fue beatificada por el Papa Juan Pablo II.